# Calle de Nicasio Gallego
La calle de Nicasio Gallego es una vía pública de la ciudad española de Madrid, situada en el barrio de Trafalgar, distrito de Chamberí.

## Descripción
La vía discurre desde la calle de Eguílaz hasta la de Santa Engracia, donde conecta con la de Zurbarán. Honra con el título a Juan Nicasio Gallego, poeta natural de Zamora. Aparece descrita en Las calles de Madrid (1889) de Hilario Peñasco de la Puente y Carlos Cambronero con las siguientes palabras:

Nicasio Gallego. Entre las calles de Eguílaz y Santa Engracia. Es de apertura moderna. D. Juan Nicasio Gallego nació en Zamora el año 1777. Abrazó el estado eclesiástico y llegó á ser capellán de honor de S. M., decano del Tribunal de la Rota y Secretario de la Academia de la Lengua. Gozó de gran reputación como crítico, y escribió algunas poesías de mérito, entre ellas su célebre oda al Dos de Mayo. Hombre de ingenio, mezclaba constantemente en sus conversaciones felices ocurrencias, lo cual hace que se le atribuyan multitud de frases de color subido, que tal vez nunca pasaron por su mente.
(Peñasco de la Puente y Cambronero, 1889, p. 504)